# Brewster (Kansas)
Brewster é uma pequena cidade localizada no estado americano de Kansas, no Condado de Thomas.

## Demografia
Segundo o censo americano de 2000, a sua população era de 285 habitantes. 
Em 2006, foi estimada uma população de 255, um decréscimo de 30 (-10.5%) em relação ao censo de 2000.

## Geografia
De acordo com o United States Census Bureau, Brewster tem uma área de 
0,7 km², não tendo áreas cobertas por água. A pequena cidade localiza-se a aproximadamente 1.045 m acima do nível do mar.

## Localidades na vizinhança
O diagrama seguinte representa as localidades num raio de 44 km ao redor de Brewster. 